# 시시 (작가)
시시(西西, 본명: 장옌, 본명 한자: 張彥, 1937년 10월 7일 ~ 2022년 12월 18일)는 홍콩의 시인이자 소설가이다.

## 개요
중화민국 장쑤 성 상하이에서 출생하였으며 지난날 한때 중화민국 광둥 성 중산에서 잠시 유아기를 보낸 적이 있는 그녀는 1950년 12월 8일 이후 홍콩으로 이주하였고 1958년 홍콩에서 시인으로 첫 등단하였으며 1966년 홍콩에서 소설가로 첫 등단하였다.
시시의 본명은 장옌(張彦)이며 아명(兒名)은 장아이룬(張愛倫)이다, 그녀는 필명인 시시에 대해서 이렇게 설명한 적이 있다. 시(西) 자는 치마를 입은 여자아이가 땅바닥에 그려 놓은 사방치기의 네모 안에 서 있는 모습이며, 시시(西西)란 치마 입은 여자아이가 사방치기 놀이를 하느라고 그 네모들을 팔짝팔짝 뛰어다니는 모습이라는 것이다. 이런 말에서도 알 수 있다시피 시시는 냉정한 현실 속에서도 동화적인 이상 세계를 추구하는 작가다. 시시는 자신의 창작에 대해서는 이렇게 말했다. “소설을 쓴다는 것은 새로운 내용, 새로운 수법을 쓴다는 것이다. 만일 두 가지가 다 없다면 나는 쓰지 않을 것이다. 이즈음은 비극이 너무 많다. 더구나 모두가 그렇게 쓴다. 나는 좀 즐겁게 쓰고 싶다. 설사 사람들이 내가 그저 ‘히히’, ‘하하’ 하는 것만 쓴다고 여길지라도 말이다.” 바로 이런 작가 자신의 말처럼, 시시는 거의 매 작품마다 새로운 시도를 할 만큼 다양한 소재와 기법을 보여 주고 있으며, 그러면서도 또 시종일관 따뜻한 시각을 유지하면서 자신과 홍콩 그리고 사람과 세상을 표현하고 있다.
시시는 앞에서도 언급했듯이 홍콩이라는 도시 자체에 충만한 관심과 애정을 보여 준다. 일찍이 시시의 등장은, 발전하는 홍콩과 더불어 홍콩에서 성장한 세대가, 그들의 출생지에 관계없이 자신들을 홍콩인으로서 자각하면서 홍콩에 대한 사랑을 표현하고 홍콩인으로서의 발언권을 주장하기 시작했음을 보여 주는 표지였다. 그리고 이러한 세대의 출현을 처음으로 확실하게 보여 준 성공적인 작품이 곧 1975년 홍콩의 ≪쾌보(快報)≫에 약 반년간 연재되었던 시시의 ≪나의 도시≫다.